# Музей В. Ф. Руднева
Музей командира крейсера «Варяг» В. Ф. Руднева — находится в с. Савино Заокского р-на Тульской области.
Музей носит имя руководителя боя, командира крейсера «Варяг», героя русско-японской войны (1904—1905), флигель-адъютанта императора Николая II (1904), контр-адмирала русского флота (1905) — Всеволода Фёдоровича Руднева (1855—1913), представителя древнего дворянского рода Рудневы, потомственного морского офицера, владельца имения Мышенки Заокского уезда, где поселился после отставки. Является филиалом Тульского музейного объединения. 

## Музейная экспозиция
Музей начинался с установки мемориальной плиты в с. Савино на могиле В. Ф. Руднева в год 50-летия подвига крейсера «Варяг» (1954), с надписью: ‘’Здесь похоронен легендарный командир крейсера Варяг Руднев В. Ф. 1855—1913’’. В Туле, в торжественной обстановке был открыт (30 сентября 1956), памятник В. Ф. Рудневу (скульптор И. Г. Онищенко, архитектор А. Я. Кольцов) при участии старшего сына адмирала — Николая Руднева, вернувшегося (1946) из эмиграции. Сын пополнил коллекцию несколькими предметами отца.
От самой усадьбы Мышенки к этому времени ничего не осталось. Управление культуры Тульского облисполкома поручило (1983) Тульскому областному краеведческому музею организовать в с. Русятино Заокского р-на, на правах филиала, музей В. Ф. Руднева (с. Савино, где он похоронен, входило в Русятинский сельсовет). Первый директор музея В. И. Боть создал рабочую группу в составе научных сотрудников. Были привлечены консультанты: капитан 2-го ранга Ю. И. Чернов, собиравший всё, что связано с крейсером, его командиром и экипажем, а также учитель школы и краевед А. И. Трошин, который имел в школе небольшой музей героя. Музей в Русятине открыт (09 февраля 1984) в здании правления колхоза, где был выделен небольшой зал директором колхоза Ф. С. Сласным.
В селе Савино, к 100-летию подвига крейсера «Варяг», по поручению губернатора Тульской области В. А. Стародубцева было построено новое здание музея, отреставрирован храм Казанской Богоматери, благоустроена могила. Музей открыт для посетителей (09 февраля 2004), в год 100-летия подвига экипажей крейсера «Варяг» и канонерской лодки «Кореец» в бою у Чемульпо в ходе Русско-японской войны (1904—1905).
Уникальные экспонаты из фондов музейного объединения, это собрания бывшего музея В. Ф. Руднева в д. Русятино и дары: Центрального военно-морского музея (28 предметов музейного значения), Государственного Исторического музея, Главного штаба ВМФ России, военных, общественных морских организаций и частных лиц.

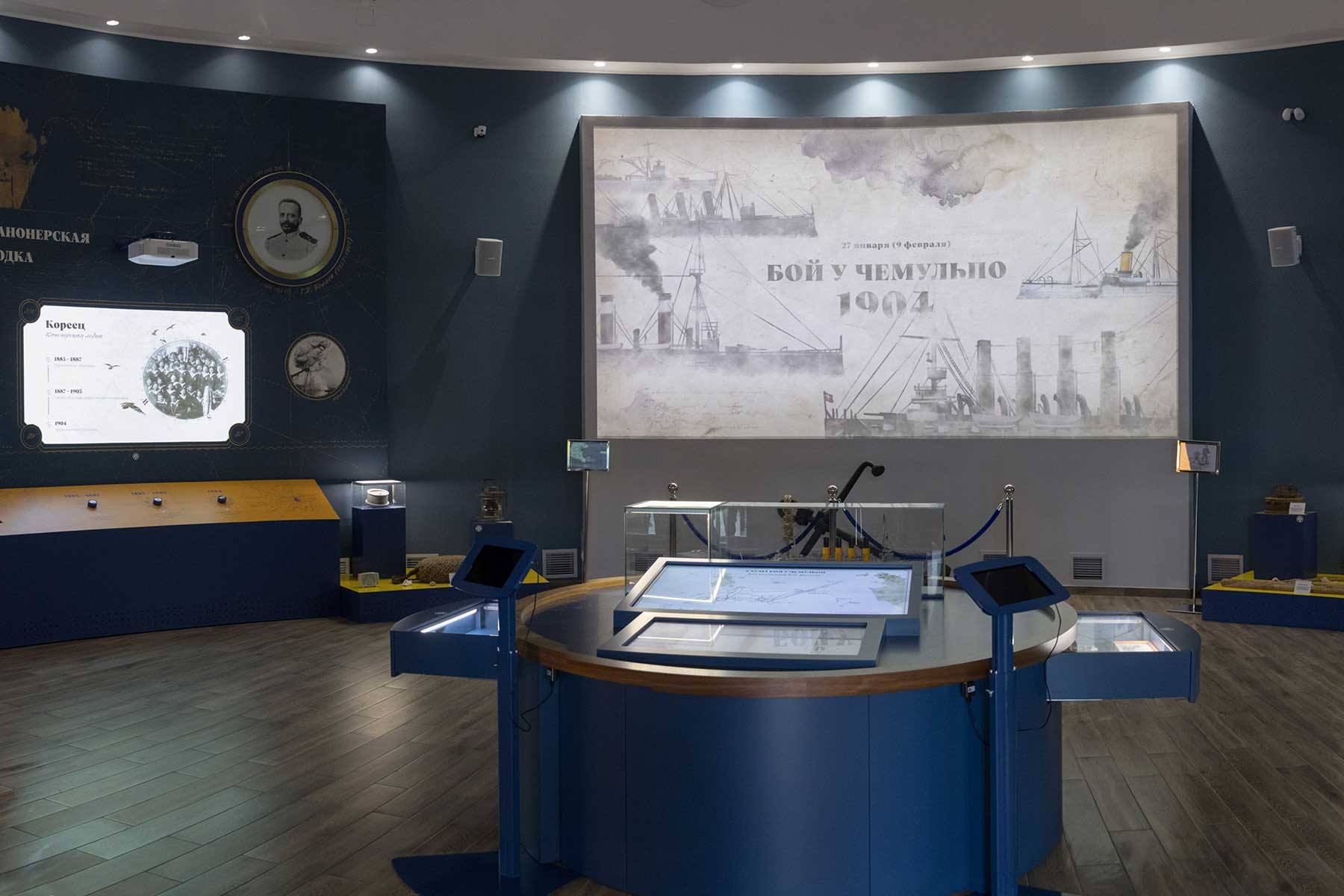
Экспозиция музея

Основные экспозиционно-выставочные площади музея включают два смежных зала: большой круглый и малый, так называемый — кают-компания. Современная экспозиция разделена на два блока:
1. Историческая экспозиция посвящена подвигу экипажей крейсера «Варяг» и канонерской лодки «Кореец», историческим событиям русско-японской войны, позволит подробно узнать о легендарном сражении у Чемульпо.
2. Личная экспозиция посвящена самому В. Ф. Рудневу. Стилизованные экспозиции расскажут о детстве, юности, принципах и увлечениях, службе знаменитого командира, его семье.

Особо ценными являются предметы из семьи Рудневых — личные вещи контр-адмирала, в том числе бывшие с ним на крейсере «Варяг» в момент боя и возвращённые ему после поднятия крейсера японцами (08 августа 1905): фотоаппарат фирмы «Пете», несессер с принадлежностями и одёжные щётки, веер его и супруги. Фрагменты крейсера «Варяг», поднятые со дня Ирландского моря (2003), фотографии потомков семьи Рудневых, потомков «варяжцев», копии наград Руднева, а также предметы, рассказывающие о современном гвардейском ракетном крейсере «Варяг» Тихоокеанского флота.
Неподалёку от могилы и музея, на пути между селом Савино и деревней Русятино, располагался дом контр-адмирала Руднева, в котором он жил с семьёй: женой Марией Николаевной и 3 сыновьями — Николаем, Георгием и Пантелеймоном.
Бюст В. Ф. Руднева в Савино открыт (09 августа 1992). Он установлен на месте примерного захоронения, у южной стены церкви Казанской иконы Божией Матери села Савино (автор скульптор А. И. Чернопятов).
В музее проводятся интерактивные мероприятия: "Путешествие на крейсере «Варяг», «Ни перед кем не спустим флаг», "Врагу не сдаётся наш гордый «Варяг», «Флотские поверья и легенды», «Склянки бить!». Событийные мероприятия: фестиваль военно-морской песни «Под Андреевским флагом» (июль).

## Уличная экспозиция
Модернизация музея не ограничивается его стенами. Элементы «морской» тематики и графические паттерны декорируют фасад здания и создают единый ансамбль, объединяющий экспозицию музея и прилегающие к нему туристско-рекреационные зоны. Прогулочная зона состоит из нескольких блоков:
1. Включает обустройство и озеленение прилегающей территории, на которой расположен «Парк якорей», включающий пешеходную зону с удобными местами для отдыха и интерактивные модули. Автобусная остановка оформлена с использованием морской атрибутики и элементами графики, которые отсылают к ключевым элементам экспозиции.
2. Вокруг музея на деревянных, стилизованных под морёное дерево подиумах, расположены металлические макеты броне-палубных крейсеров с информацией, которая поясняет эволюцию судостроения на рубеже XIX — XX веков.

Все перечисленные модули создают единый смысловой ансамбль, поддерживающий экспозицию музея и формируют единую музейную среду.
Музей посещают около 16 000 тысяч человек в год.